# Jozef de Dromenkoning
Jozef de Dromenkoning (originele titel: Joseph: King of Dreams) is een Amerikaanse direct-to-video-animatiefilm van DreamWorks uit 2000, gebaseerd op het verhaal van Jozef uit Genesis 37-50. Het is een vervolg op De prins van Egypte.

## Verhaal
De film vertelt het verhaal van de op een na jongste van twaalf zonen van Jakob. Jozef is een jongeman die voorspellende dromen heeft. Hierdoor, en door het feit dat hij de favoriet is van zijn vader, wordt de jaloezie van zijn broers opgewekt. De broers verkopen Jozef en hij wordt meegenomen naar Egypte. Daar wordt hij op de slavenmarkt verkocht aan Potifar, een rijke Egyptenaar. In Potifars huis moet Jozef allerlei karweitjes opknappen. De vrouw van Potifar, Zuleika, wordt ondertussen verliefd op Jozef. Op een avond toont ze hem haar gevoelens maar Jozef wil dit niet. Zuleika voelt zich gekwetst en zegt tegen haar man dat ze aangerand werd door Jozef. Hierdoor wordt Jozef in de gevangenis gegooid. Ondertussen wordt de farao van Egypte gekweld door steeds dezelfde nachtmerries en hij zoekt iemand om die te verklaren. Jozef wordt bij de farao geroepen en hij kan de dromen van de farao verklaren: er zullen eerst zeven 'goede' (vruchtbare) jaren komen en vervolgens zeven 'slechte'. Jozef wordt aangesteld om voedsel te besparen. Wanneer de zeven slechte jaren begonnen zijn, heeft iedereen honger: ook de vroegere familie van Jozef. Ze komen naar Egypte om voedsel in te slaan. Wanneer Jozef ze ziet, vergeeft hij hen. Hij nodigt ten slotte de hele familie uit om in Egypte te komen wonen.

## Engelse rolverdeling
| Acteur            | Personage                        |
| ----------------- | -------------------------------- |
| Ben Affleck       | Jozef                            |
| David Campbell    | Jozef (zang)                     |
| Mark Hamill       | Juda                             |
| Richard Herd      | Jakob                            |
| Russell Buchanan  | Jakob (zang)                     |
| Maureen McGovern  | Rachel                           |
| Jodi Benson       | Asnath                           |
| Judith Light      | Zuleika                          |
| James Eckhouse    | Potifar                          |
| Richard McGonagle | Farao                            |
| Dan Castellaneta  | Veilingmeester, Paardenhandelaar |
| Rene Auberjonois  | Butler                           |
| Steven Weber      | Simeon, Slaafhandelaar           |
| Piera Coppola     | meerdere stemmen                 |
| Matt Levin        | Benjamin                         |

## Nederlandse stemmen
| Acteur             | Personage      |
| ------------------ | -------------- |
| Danny Rook         | Jozef          |
| Tom van Beek       | Jakob          |
| Rob van de Meeberg | Jakob (zang)   |
| Simone Kleinsma    | Rachel         |
| Laura Vlasblom     | Asnath         |
| Victor van Swaaij  | Juda           |
| Inge Ipenburg      | Zuleika        |
| Fred Butter        | Potifar        |
| Hero Muller        | Farao          |
| Marcel Maas        | Simeon         |
| Olaf Wijnants      | Butler         |
| Rob van de Meeberg | Bakker         |
| Stefan Stasse      | Ruben          |
| Freerk Bos         | Levi, Issachar |
| Stefan Stasse      | Benjamin       |

## Prijzen voorJozef de Dromenkoning (2000)
- 2001: Genomineerd voor Silver Angel
- 2001: Genomineerd voor Annie Award (Outstanding Achievement in an Animated Home Video Production)